# Letni Puchar Świata w narciarstwie alpejskim 2024
Sezon 2024 Letniego Pucharu Świata w narciarstwie alpejskim rozpoczął się 8 czerwca 2024 r. w szwedzkim Vrinnevibacken Norrköping, natomiast finałowe zawody z tego cyklu zostały przeprowadzone w dniach 6–8 września tego samego roku w austriackim Rettenbach. 
Łącznie zorganizowano 9 konkursów dla kobiet i mężczyzn.

## Letni Puchar Świata w narciarstwie alpejskim kobiet
Wśród kobiet Letniego Pucharu Świata z sezonu 2023 broniła Czeszka Eliška Rejchrtová, która obroniła wywalczony przed rokiem tytuł.
W poszczególnych klasyfikacjach triumfowały:
- slalom:  Eliška Rejchrtová/ Lara Teynor
- gigant:  Lara Teynor
- supergigant:  Šárka Abrahamová

## Letni Puchar Świata w narciarstwie alpejskim mężczyzn
Wśród mężczyzn Letniego Pucharu Świata z sezonu 2023 bronił Czech Martin Barták. Tym razem najlepszy okazał się Włoch Andrea Iori.
W poszczególnych klasyfikacjach triumfowali:
- slalom:  Mirko Hüppi
- gigant:  Mirko Hüppi
- supergigant:  Andrea Iori

## Klasyfikacje

### Klasyfikacja drużynowa Pucharu Narodów[a]
| Miejsce | Państwo    | GS   | SL  | SG   | Razem |
| ------- | ---------- | ---- | --- | ---- | ----- |
| 1.      | Włochy     | 1088 | 770 | 1398 | 3256  |
| 2.      | Czechy     | 1136 | 703 | 1378 | 3217  |
| 3.      | Austria    | 883  | 720 | 592  | 2195  |
| 4.      | Szwajcaria | 190  | 180 | 135  | 505   |
| 5.      | Słowacja   | 130  | 90  | 148  | 368   |
| 6.      | Niemcy     | 102  | 32  | –    | 134   |
| 7.      | Szwecja    | –    | 20  | 46   | 66    |